# Nová Ves, Domažlice
Nová Ves là một làng thuộc huyện Domažlice, vùng Plzeňský, Cộng hòa Séc.